# クリストフ・ランドラン
クリストフ・ランドラン（Christophe Landrin, 1977年6月30日 - ）はフランス・ノール県・ルーベ出身の元サッカー選手。ポジションはミッドフィールダー。

## 経歴
リールOSCユース出身。1997年5月3日オリンピック・リヨン戦でディビジョン・アンデビューした。
U-21フランス代表として1試合に出場している。

## 所属クラブ
- リール 1996-2005
- パリ・サンジェルマンFC 2005-2006
- ASサンテティエンヌ 2006-2011
- ACアルル・アヴィニョン 2011-2012

## タイトル
- LOSCリール・メトロポール

リーグ・ドゥ 1999-2000
- PSG

クープ・ドゥ・フランス 2006